# GnomeVFS
GnomeVFS (ang. GNOME Virtual File System) – warstwa abstrakcji środowiska GNOME do operacji na plikach (odczyt, zapis, uruchamianie plików). Stosowane jest głównie przez menedżera plików Nautilus i inne aplikacje GNOME, częściowo z GnomeVFS korzysta także przeglądarka internetowa Mozilla Firefox.
GnomeVFS nie należy mylić z VFS, wirtualnym systemem plików w jądrze Linux, działającym na niższym poziomie.